# Fábiánsebestyén
Fábiánsebestyén es un pueblo ubicado en el distrito de Szentes, en el condado de Csongrád-Csanád, Hungría.

## Superficie
Posee una superficie de 71,73 kilómetros cuadrados.

## Demografía
Hasta 2019 la población era de 1913 habitantes, con una densidad de población de 26,67 habitantes por kilómetro cuadrado.